# Лузгин, Валентин Павлович
Валентин Павлович Лузгин (23 ноября 1932 г.) — советский и российский учёный-металлург, специалист в области сталеплавильных процессов. Доктор технических наук, профессор кафедры металлургии стали, новых производственных технологий и защиты металлов НИТУ "МИСиС". Лауреат Премии Совета министров СССР, Заслуженный деятель науки Российской Федерации.

## Биография
Валентин Павлович Лузгин родился 23 ноября 1932 год. Закончил Московский институт стали, после окончания института в 1956 г. остался работать в вузе младшим научным сотрудником кафедры металлургии стали и практически всю свою жизнь трудился в МИСиС. В период работы в МИСиС занимал должности декана ФПК, проректора по международным связям, декана факультета металлургии чёрных металлов и сплавов, заведующего кафедрой металлургии стали. С 1977 по 1980 г. В.П. Лузгин работал в Арабской Республике Египет советником ректора Эль-Таббинского металлургического института
В 1963 г. защитил кандидатскую диссертацию, посвященную разработке нового метода измерения активности кислорода в металлических и шлаковых расплавах с использованием высокотемпературных гальванических элементов. В 1975 г. защитил докторскую диссертацию на тему «Газы в стали и качество металла, выплавленного современными сталеплавильными процессами». Скончался в июне 2021 года в возрасте 88 лет.

## Научная и педагогическая деятельность
В.П. Лузгин − специалист в области сталеплавильных процессов, является одним из авторов нового научного направления - применения метода ЭДС и высокотемпературных кислородно-концентрационных элементов для исследования термодинамических и кинетических параметров пирометаллургических процессов и систем.
Под научным руководством В.П. Лузгина силами сотрудников и аспирантов кафедры совместно с работникам предприятий – Череповецкого и Новолипецкого металлургических комбинатов в разные годы были выполнены научно-исследовательские работы, посвященные одному из основных научных направлений кафедры – исследованию поведения газов: кислорода, водорода и азота в процессах выплавки и непрерывной разливки и совершенствованию этих процессов.
В.П. Лузгиным опубликовано 180 научных трудов, получено 15 авторских свидетельств, под его руководством защищено 14 кандидатских диссертаций. Результаты научных исследований В.П. Лузгина обобщены в пяти монографиях. Читал лекции студентам по курсам «Теория и технология сталеплавильных процессов» и «Внепечная обработка стали», им были подготовлены и изданы семь учебных пособий (самостоятельно и в соавторстве).
В последнее время Валентин Павлович активно работал над вопросами взаимосвязи энергоемкости металлургических процессов с объемом выброса СО и доказательства необходимости учета влияния энергетики на проблему «устойчивого развития».

## Признание
За разработку и внедрение отечественных кислородных зондов для сталеплавильных технологий В.П. Лузгину с соавторами была присуждена премия Совета Министров СССР. В 1997 г. был награжден нагрудным знаком «За отличные успехи в работе», в том же году ему было присвоено почётное звание «Заслуженный деятель науки РФ».